# بردية الأيام الديموطية
بردية الأيام الديموطية أو بردية السجل الديموطيقي هو نص تنبوئي مصري قديم. فيه سرد زمني لتاريخ الأسرة الثامنة والعشرين والتاسعة والعشرين والثلاثين – وهي فترة استقلال بين فترتي غزو فارسي. تسرد البردية طول فترات حكم الفراعنة وازدهارها على أساس سلوكهم، كتعبير عن رضا الإرادة الإلهية عنهم. كما تؤكد البردية على سوء حكم "الميديين" (الأخمينيين) والبطالمة، وتتنبأ بقدوم بطل محلي يصعد إلى العرش ويعيد عصر النظام والعدالة إلى مصر.
تتركز المواضيع المناهضة للأخمينيين بشكل خاص على قمبيز الثاني، زركسيس الأول وأرتحشستا الثالث.
المخطوطة مكتوبة باللغة الديموطيقية؛ عثر عليها أثناء الحملة الفرنسية على مصر وهي محفوظة للآن في المكتبة الوطنية الفرنسية (بردية رقم 215). يُزعم أن العمل يعود إلى زمن الفرعون تيوس من الأسرة الثلاثين، على الرغم من أنه في الواقع يعود تاريخه للقرن الثالث قبل الميلاد، ومن المحتمل أنه كتب في عهد بطليموس الثالث.

## روابط خارجية
- السجل الديموطيقي (ترجمة مشروحة)